# Mario Probst
Mario Probst (* 1. November 1978 in Filderstadt) ist ein ehemaliger deutscher Basketballspieler und -funktionär.

## Laufbahn
Der 1,83 Meter große Aufbauspieler spielte im Jugendalter Basketball in Ludwigsburg, 1999 wechselte er zum SV 03 Tübingen, mit dem er 2001 von der 2. Basketball-Bundesliga in die Basketball-Bundesliga aufstieg. Im Spieljahr 2001/02 kam er für Tübingen in 22 Partien der höchsten deutschen Liga zum Einsatz und erzielte im Schnitt 2,6 Punkte je Begegnung. Es folgten von 2002 bis 2004 zwei Jahre beim Zweitligisten TuS Jena, in der Saison 2004/05 verstärkte er den FC Bayern München ebenfalls in der 2. Bundesliga, von 2005 bis 2007 spielte er für den Zweitligaverein TSV Nördlingen.
2007 übernahm er beim Bundesligisten das Amt des Sportkoordinators und kümmerte sich ab 2013 als Leiter der Ludwigsburger Basketball-Akademie um die Nachwuchsarbeit. Im Oktober 2017 wurde Probst vom Ditzinger Unternehmen Loba GmbH & Co. KG als Leiter der Marketing- und Kommunikationsabteilung eingestellt.